# Псатирелла водолюбивая
Псатире́лла водолюби́вая (лат. Psathyrella piluliformis) — гриб рода Псатирелла (Psathyrella) семейства Псатирелловые (Psathyrellaceae). Съедобность гриба спорна, чаще он считается несъедобным, иногда — условно съедобным, но невысокого качества.

## Названия
Научные синонимы:
- Agaricus piluliformis Bull., 1783 basionym
- Agaricus hydrophilus Bull., 1792
- Hypholoma piluliforme (Bull.) Gillet, 1878
- Drosophila piluliformis (Bull.) Quél., 1886
- Psathyrella hydrophila (Fr.) Mre, 1938 и др[1].

Русские синонимы:
- Псатирелла гидрофи́льная, хрупля́нка гидрофильная
- Псатирелла шарови́дная
- Ложноопёнок водяни́стый

## Описание
Шляпка диаметром 2—5 см, колокольчатая, выпуклая или почти плоская с бороздчатыми, часто растрескивающимися краями и округлым широким бугорком. Кожица гладкая, сухая, тёмно-коричневая, при высыхании светлеет, становится жёлто-коричневой, начиная с центра шляпки.
Мякоть тонкая, коричневая, водянистая, мягкого или горького вкуса, без запаха.
Ножка высотой 4—8 см и 0,5—0,8 см в диаметре, часто изогнутая, полая, но относительно плотная. Поверхность гладкая, шелковистая, внизу светло-коричневая, верхняя часть покрыта белым мучнистым налётом.
Пластинки приросшие, частые, светло-коричневые, затем темнеют, до буро-чёрных со светлым краем. Во влажную погоду пластинки выделяют капельки жидкости.
Остатки покрывала белые, хлопьевидные, заметны на краях шляпки.
Споровый порошок фиолетово-коричневый, споры 6×3,5 мкм, эллипсоидальные, с порой.

## Экологияи распространение
Сапротроф. Растёт на пнях и остатках древесины лиственных деревьев, реже хвойных, на почве вокруг пней, в сырых лесах. Плодоносит сростками, иногда большими колониями. Обычный гриб в Евразии и Северной Америке.
Сезон сентябрь — ноябрь.